# Jo Ann Campbell
Jo Ann Campbell (* 20. Juli 1938 in Jacksonville, Florida) ist eine ehemalige US-amerikanische Rock-’n’-Roll-Sängerin.

## Leben
Campbell nahm bereits im Alter von vier Jahren Tanzunterricht und war auf der High School als Tambourmajor tätig. Nach dem Gewinn der Florida State Baton Twirling Championship trat Campbell mit der Tanzgruppe 1954 in den USA und einigen amerikanischen Armeestützpunkten in Europa auf. Nachdem die Familie nach New York umgezogen war, war Jo als professionelle Tänzerin und Sängerin tätig und trat in mehreren Musiksendungen auf.
1956 unterzeichnete Jo ihren ersten Plattenvertrag bei Point Records und feierte erste Erfolge bei Konzerten im Apollo Theater. Bereits 1957 trat sie in Dick Clarks American Bandstand Show auf und wechselte zu Gone Records. 1958 gehörte Campbell zum Stab der Alan Freed Show, trat in zwei Musikfilmen auf, erhielt 1960 einen Plattenvertrag bei ABC-Paramount und war bis 1961 mit dem Sänger Bobby Darin liiert. Campbell nahm drei Singles für Cameo-Parkway auf, und konnte 1962 mit dem Titel (I’m The Girl On) Wolverton Mountain ihre höchste Chartposition feiern.
1964 heiratete Campbell den Komponisten, Sänger und Musikproduzenten Troy Selas. Mit diesem nahm sie noch zwei Singles für Atlantic Records auf und zog sich anschließend aus der Musikindustrie zurück.
1969 zog das Paar nach Nashville.
Die Sängerin Buffy Sainte-Marie gab in einem Interview an, in vielerlei Hinsicht stark von Campbell beeinflusst worden zu sein.

## Diskografie

### Singles
- 1956: Where Ever You Go / I’m Coming Home Late
- 1957: Wait A Minute / (It’s True) I’m In Love With You
- 1957: Forever Young / Come On Baby
- 1957: Funny Thing / I Can’t Give You Anything But
- 1958: Gone / Rock And Roll Love
- 1958: I Really, Really Love You / I’m Nobody’s Baby Now
- 1958: Happy New Year Baby / Tall Boy
- 1958: Wassa Matter With You / You-OO
- 1958: You’re Driving Me Mad / Rock And Roll Love
- 1959: Mama (Can I Go Out Tonite) / Nervous
- 1959: Beach Comber / I Ain’t Got No Steady Date
- 1960: A Kookie Little Paradise / Bobby, Bobby, Bobby
- 1960: You’re Driving Me Mad / I Ain’t Got No Steady Date / I Really, Really Love You / I’m In Love With You (It’s True)
- 1960: But! ! Maybe This Year / Crazy Daisy
- 1960: Motorcycle Michael / Puka Puka Pants
- 1961: Eddie My Love / It Wasn’t Right
- 1961: Duane / Mama Don’t Want
- 1961: Let Me Do It My Way / Mr. Fix-It Man
- 1962: Amateur Night / I Wish It Would Rain All Summer
- 1962: I Changed My Mind Jack / You Made Me Love You
- 1962: I’m The Girl From Wolverton Mountain / Sloppy Joe (In Dänemark mit abweichender B-Seite Little Miss-In-Between)
- 1963: Mother, Please! / Waitin’ For Love
- 1965: Same Old Feeling / Just Because (als Jo & Troy mit Troy Seals)
- 1965: I Found A Love Oh What A Love / Who Do You (als Jo & Troy mit Troy Seals)

### Alben
- 1959: I’m Nobody’s Baby
- 1962: All The Hits By Jo Ann Campbell
- 1962: For Twistin’ And Listenin

### Filmografie
- 1959: Go, Johnny, Go!
- 1961: Twist… dass die Röcke fliegen! (Hey, Let’s Twist!)